# Oleg Skripochka
Oleg Ivanovich Skripochka (em russo:  Олег Иванович Скрипочка; (Nevinnomyssk, 24 de dezembro de 1969) é um ex-cosmonauta russo, veterano de seis missões de longa duração na Estação Espacial Internacional.

## Carreira
Formado em engenharia mecânica e especialista em construção de foguetes pela Universidade Técnica Estatal Bauman de Moscou, em 1993, ele posteriormente trabalhou na empresa estatal Energia, em projetos relacionados à construção de veículos espaciais de transporte de carga.
Em janeiro de 1998 foi selecionado para o curso de cosmonautas da Roscosmos, graduando-se no fim de 1999. Foi ao espaço pela primeira vez em 7 de outubro de 2010 como engenheiro de voo da Soyuz TMA-01M, a primeira missão da nova série de naves TMA-01M do programa espacial tripulado russo.
Skripochka e os demais tripulantes da nave espacial, Alexander Kaleri e Scott Kelly, integraram a tripulação da Expedição 25 e da Expedição 26. Ele realizou três Atividades extra-veiculares durante a missão e voltou à Terra em 16 de março de 2011, após seis meses na ISS, junto com os demais integrantes da TMA-01M.
Em 18 de março de 2016 voltou ao espaço para sua segunda missão de longa duração na ISS, lançado de Baikonur a bordo da espaçonave Soyuz TMA-20M, onde permaneceu por cerca de seis meses como integrante das Expedições 47 e 48.  Integrante do primeiro voo espacial com os veículos TMA da Soyuz em 2010, também integrou a última das missões desta série de espaçonaves, que foram substituídas a partir da missão seguinte pela Soyuz MS.  Sua  missão durou 172 dias, terminando em 7 de setembro de 2016, quando a tripulação da TMA-20M  encerrou seus trabalhos na Expedição 48, retornando à Terra e pousando nas estepes do Casaquistão às 07:13 hora local.  Ao final de sua segunda missão, Skripochka tinha acumulado um total de 331 dias no espaço.
Sua terceira missão foi como comandante da Soyuz MS-15, lançada de Baikonur às 13:57 UTC (hora local: 19:47) de 25 de setembro de 2019, para nova estadia de longa duração na ISS. Com ele a bordo subiram a norte-americana Jessica Meir e o primeiro astronauta dos Emirados Árabes Unidos Hazza Al Mansoori, que permaneceu uma semana na estação. Oleg integrou as Expedições 61 e 62 e permaneceu em órbita até o início de 2020.
Oleg aposentou-se do corpo de cosmonautas em 1 de dezembro de 2021, mas continuará trabalhando no Centro Yuri Gagarin.

## Honrarias
Um dos mais experientes cosmonautas do programa espacial russo, Skripochka é instrutor de cosmonautas e cosmonauta de testes no Centro de Treinamento de Cosmonautas Yuri Gagarin na Cidade das Estrelas e foi condecorado pelo presidente russo Vladimir Putin como Herói da Federação Russa e com a Ordem por Mérito à Pátria.